# Tavira
Tavira (portugisiskt uttal: [tɐˈviɾɐ]

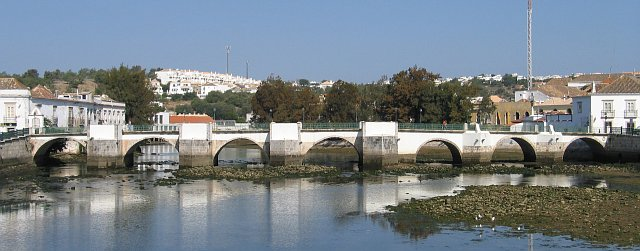
Romersk bro i Tavira

 ( lyssna)) är en stad i östra delen av Algarve i södra Portugal.
Staden har cirka 10 600 invånare, och är huvudorten i Taviras kommun med ungefär 27 536 invånare (2021).
Fiske, fiskodling och jordbruk är traditionella aktiviteter i kommunen. Turismen har också blivit en viktig näringsgren.

## Ortnamnet
Ortnamnet Tavira antas ha förromerskt ursprung. Under den arabiska tiden kallades staden för Tabira.

## Freguesias
Tavira indelas i sex freguesias:
- Cachopo
- Conceição e Cabanas de Tavira
- Luz de Tavira e Santo Estêvão
- Santa Catarina da Fonte do Bispo
- Santa Luzia
- Tavira (Santa Maria e Santiago)